# Tapirira obtusa
A Tapirira obtusa, é uma espécie de planta da família Anacardiaceae, também conhecida como pau-pombo e peito-de-pombo. É nativa da América do Sul e pode ser encontrada na Bolívia, Brasil, Colômbia, Equador, Guiana Francesa, Guiana, Suriname e Venezuela. Embora não seja endêmica do Brasil, é encontrada nos biomas Amazônia, Cerrado e Mata Atlântica.

## Sinonímia
A árvore é conhecida por pau-pombo no Acre, e por peito-de-pomba no Sudeste. Algumas fontes também citam dois nomes supostamente indígenas: jaobo e jobo, de significado desconhecido.

## Características
Trata-se de uma árvore (ou arvoreta) que cresce em média até 12-14 m de altura. Segundo outras fontes, pode atingir até 20 metros de altura na floresta amazônica.

## Usos

### Alimentação
Colhido ocasionalmente como alimento, o fruto da Tapirira obtusa é uma drupa elipsoide roxa ou avermelhada escura quando madura, contendo uma semente, medindo de 10 a 15 mm de comprimento por 10 a 13 mm de largura; a polpa é doce e suculenta.

### Medicinal
Ocasionalmente, os frutos são usados como tratamento contra úlceras.

### Jardinagem
Tem sido usada como árvore ornamental em jardins e de rua, pois dá boa sombra. É uma planta rústica, que tolera bem o sol, mas não aceita solos encharcados.

### Construção
A árvore também é uma fonte de madeira, a qual é leve, macia, moderadamente resistente ao contato com o solo e fácil de trabalhar. É utilizada na construção naval, marcenaria e carpintaria em geral.